# Cargolifter
Cargolifter AG – spółka powstała formalnie 1 września 1996 roku w Wiesbaden. Celem przedsiębiorstwa było zbudowanie supersterowca o nazwie Cargolifter CL160. Pierwszy lot planowano na rok 2003, produkcję seryjną na przełom 2004 i 2005 r.
W maju roku 2000 spółka weszła na giełdę.
Liczba akcjonariuszy wyniosła 16 tys., potem jednak rosła i w listopadzie 2001 roku osiągnęła 70 tys. osób, które zainwestowały łącznie 307 milionów euro.
7 lipca 2002 roku zgłoszono niewypłacalność. Halę wybudowaną do produkcji sterowca CL 160 sprzedano 11 czerwca 2003 za 17,5 mln euro.

## CargoLifter CL75 AirCrane
Projekt CargoLifter CL75 AirCrane, który miał być gazowym balonem – dźwigiem o wysokości 85 metrów, średnicy 61 metrów, pojemności 110 tys. metrów sześciennych i udźwigu 75 ton. Został on wykonany w USA, gdzie wykonał kilka lotów, w Niemczech miał zaś przechodzić dalsze testy – w tym celu wyprowadzono go z hali we wrześniu 2001 roku. Nie wzniósł się jednak nigdy w powietrze, zaś nieodpowiednio zabezpieczony 10 lipca 2002 roku został zniszczony przez potężną wichurę.

## Parametry produkowanego sterowca CL 160
W maju 1998 roku rozpoczęto, na południe od Berlina prace nad budową hali o wymiarach: 360 × 210 × 107 metrów. Oddano ją do użytku w listopadzie 2000 roku. Koszt budowy to 78 mln euro. Obecnie mieści się w niej tropikalny park rozrywki Tropical Islands.
W październiku 1999 roku odbył się pierwszy lot modelu sterowca CL160 w skali 1:8 o nazwie “Joey”.
Był to dwumiejscowy, dwusilnikowy sterowiec półszkieletowy o długości 32 metrów i pojemności 1050 metrów sześciennych. Gaz nośny, hel, mieścił się w czterech zbiornikach zaprojektowanych w ten sposób, że sterowiec nie potrzebował balonetu.
Parametry sterowca CL 160:
- półszkieletowy sterowiec transportowy wypełniony helem, szkielet z włókien węglowych.
- napęd: osiem silników turbinowych GE CT7-8L o mocy 5882 kW (8000 KM) każdy, z czego cztery jedynie w celach manewrowych.
- wymiary: długość 260 metrów, średnica 65 metrów, wysokość 82 metry.
- masa własna: 260 ton.
- masa użyteczna (udźwig): 160 ton.
- wymiary ładowni: 50 × 8 × 8 metrów.
- prędkość maksymalna: 125 km/h.
- pułap maksymalny: 2000 metrów.
- zasięg: 10 000 kilometrów.
- załoga: 10-12 osób.